# Red Rodney

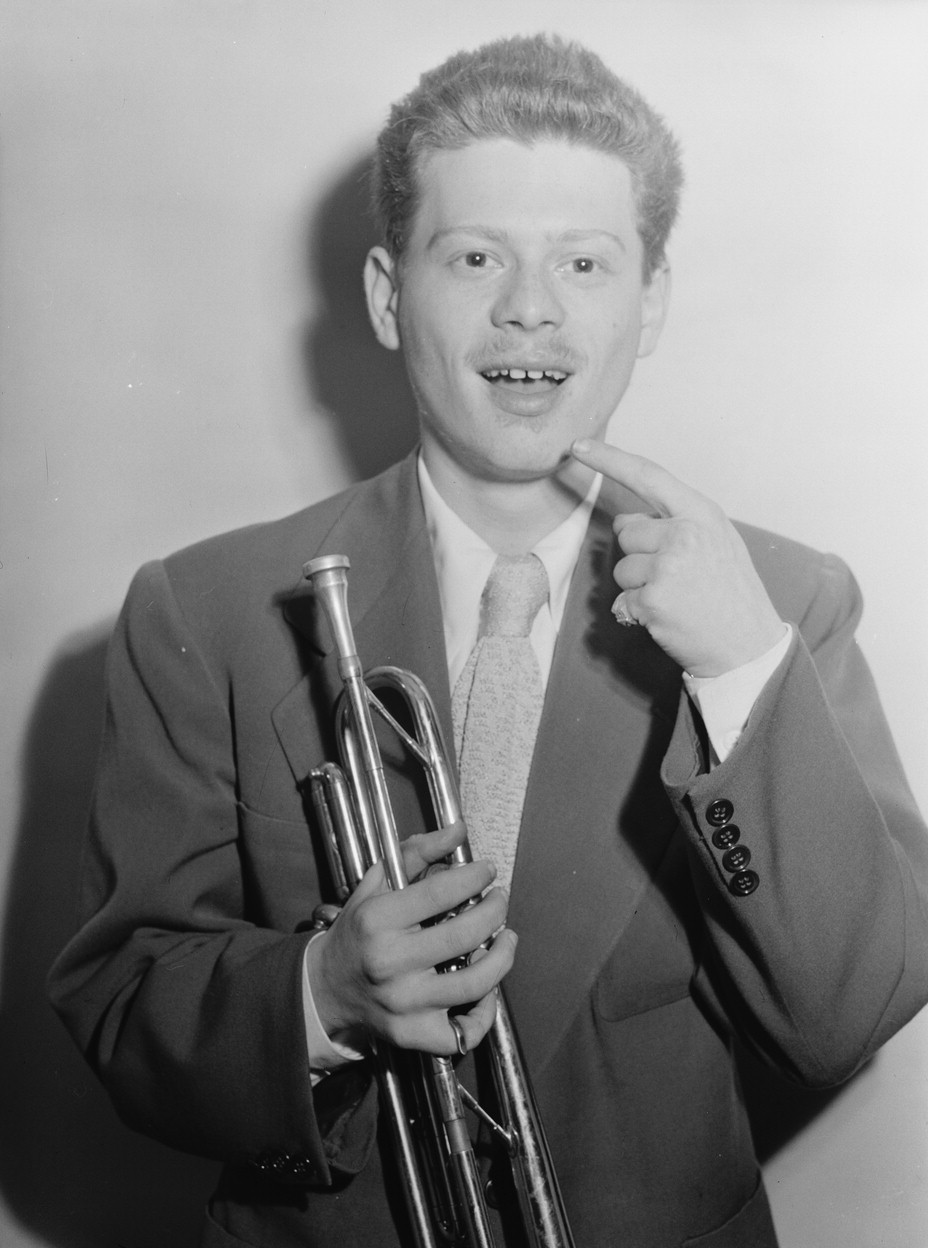
Red Rodney, ca. Juni 1946.
Fotografie von William P. Gottlieb.

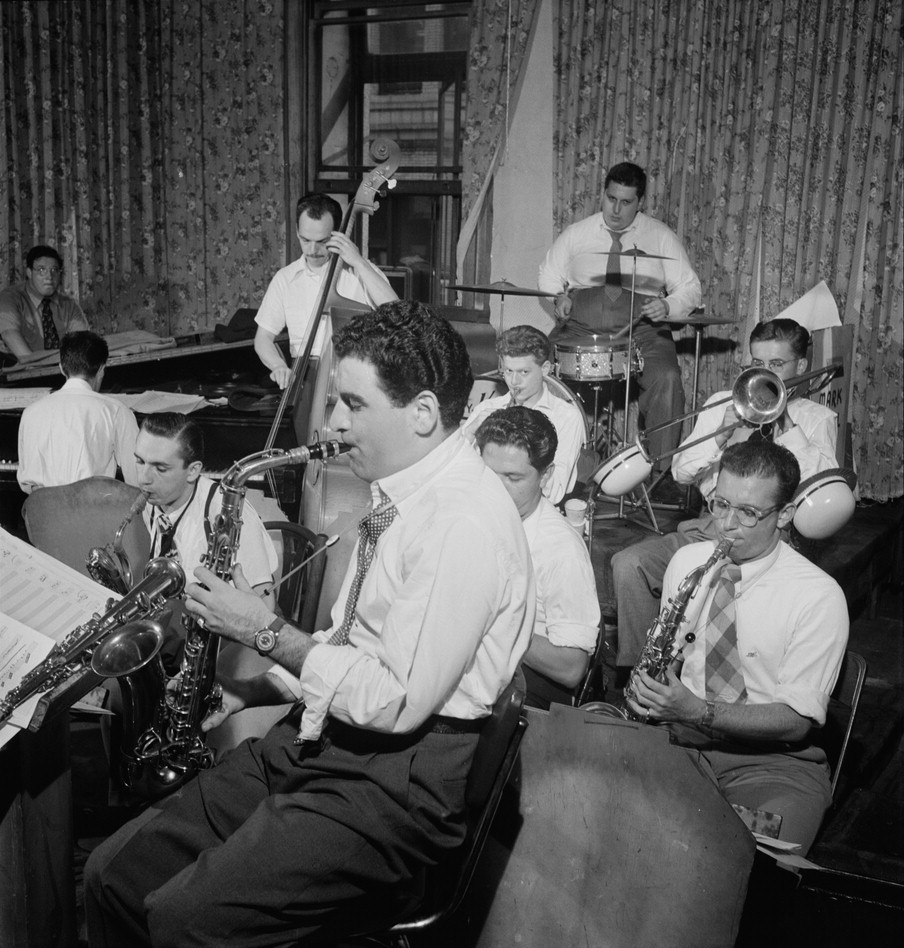
Serge Chaloff, Georgie Auld, Red Rodney, Tiny Kahn u. a., ca. August 1947.
Foto: Gottlieb

Red Rodney (* 27. September 1927 in Philadelphia, Pennsylvania, als Robert Roland Chudnick; † 27. Mai 1994 in Boynton Beach, Florida) war ein US-amerikanischer Jazztrompeter des Bebop.

## Leben und Wirken
Rodney wurde schon mit 15 Jahren Profimusiker und arbeitete zunächst in den Swing-Bands von Jimmy Dorsey und Benny Goodman, später bei Gene Krupa, Claude Thornhill und 1948/49 in der Woody Herman Band. Bekannt wurde er im Umfeld der Bebop-Revolution von Charlie Parker und Dizzy Gillespie; er war wohl der einzige weiße Jazz-Trompeter, der daran  maßgeblichen Anteil hatte. Mit Parker spielte er so bedeutende Titel wie Blues For Alice, Si Si, Swedish Schnapps und Back Home Blues ein. Charlie Parkers Band gehörte er 1949 und 1950 an. Bei den Tourneen der Parker Band durch die amerikanischen Südstaaten musste Red als (schwarzer) „rothaariger Albino“ durchgehen, um wegen der strikten Rassentrennung dieser Zeit keine Probleme zu bekommen. Dies wird eindrucksvoll in Clint Eastwoods Film Bird von 1988 dargestellt.
Zwischen 1950 und 1951 spielte er bei Charlie Ventura, dann bei Oscar Pettiford. Zum Niedergang des Bebop kamen bei Rodney gesundheitliche und Drogenprobleme; einen großen Teil der 1950er Jahre verbrachte er im Gefängnis, verschwand lange Zeit von der Jazz-Bildfläche und betätigte sich in Las Vegas als Musiker. 1980 kehrte er mit beachtenswerten Aufnahmen zurück: Er spielte mit Ira Sullivan und Charles McPherson, später mit Chris Potter, Dick Oatts und Gerry Dial Schallplatten ein. Bis in die 1990er Jahre blieb er musikalisch aktiv.

## Diskographie

### Als Leader

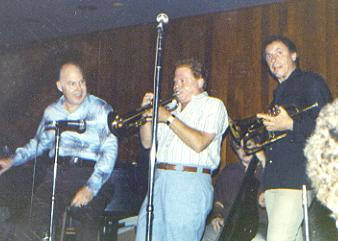
Rich Matteson, Red Rodney und Ira Sullivan

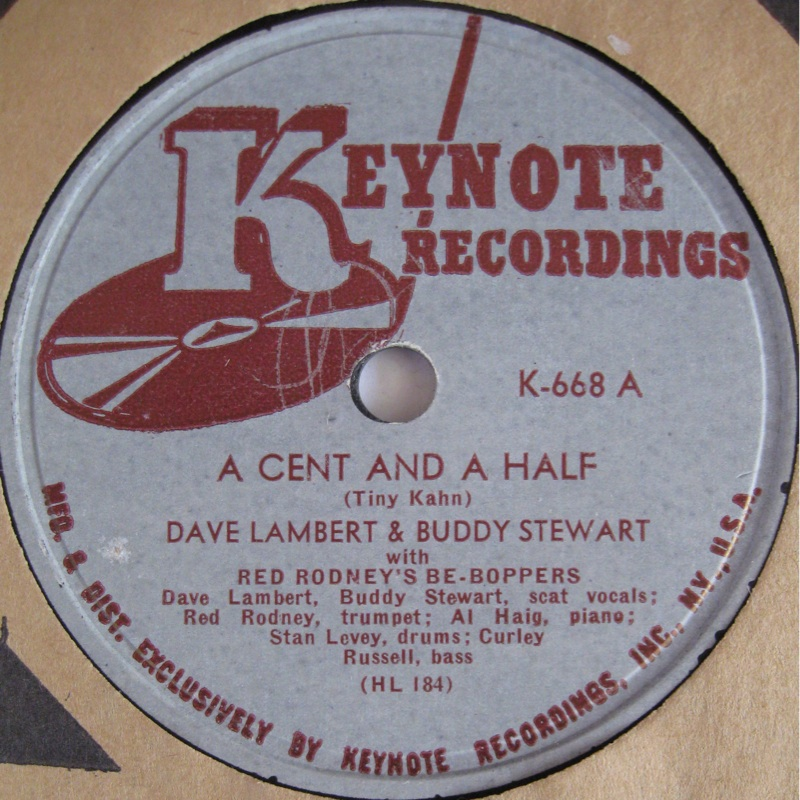
Keynote 78er von Dave Lambert & Buddy Stewart mit Red Rodney’s Be-Boppers: „A Cent and a Half“ (1947)

- 1951: First Sessions – Volume 3 (Savoy Records)
- 1952: Red Rodney Quintet - Modern Music from Chicago (Fantasy Records)
- 1957: Fiery (Signal/Savoy) wohl sein Meisterwerk  mit Ira Sullivan, Tommy Flanagan, Oscar Pettiford und Philly Joe Jones.
- 1959: Red Rodney Returns (Argo)
- 1973: Bird Lives! (Muse)
- 1973/1981: Bluebird (Muse/Camden) Kompilation der Muse-Aufnahmen von 1973 bis 1981
- 1974: Superbop (Muse)
- 1975: The Red Tornado (Muse)
- 1973: Red White and Blues (Muse)
- 1979: Home Free (Muse)
- 1980: Live at the Village Vanguard (Muse)
- 1981: Night and Day (Muse)
- 1982: The 3 R's (Muse)
- 1986: Alive in New York (Muse)
- 1986: No Turn On Red (Denon)
- 1988: Red Giant (Steeplechase)
- 1988: One For Bird (Steeplechase)
- 1988: Red Snapper (Steeplechase)
- 1992: Then And Now (Chesky)
- 1993: The Tivoli Session (Steeplechase)

### Als Sideman (Auswahl)
- 1945: Charlie Ventura: 1945–1946 (Classics)
- 1946: Buddy Rich: 1946–1948 (Classics)
- 1948: Woody Herman: Keeper of the Flame (Capitol)
- 1949: Charlie Parker: The Complete Charlie Parker On Verve
- 1949: Charlie Parker: Swedish Schnapps (Verve)
- 1950: Charlie Parker: Bird at St. Nick’s (OJC)